# Oliver Lederer
Oliver Lederer (2 gennaio 1978) è un allenatore di calcio ed ex calciatore austriaco.